# 矢部山城
矢部山城（やべやまじょう）は、福岡県八女市にあった日本の城（山城）。

## 概要
矢部川と御側川の合流点南西の、標高642.5メートルの城山山頂にあった。麓からの比高は約320メートルで、肥後国の菊池方面や豊後国津江方面に通じる要衝だった。東へ約1.6キロメートルの地点に栗原城、北方約1キロメートルにアイノツル城があった。
当城の城主だった栗原伊賀守らは正平年間に懐良親王に供奉してきた五条良氏（五条頼元の嫡男）を大将として招き、その執事となった。また、五条良遠が当城を築いたともいう。五条氏は南北朝時代は一貫して南朝に付き、その後は永正年間頃まで菊池氏、永正以降は大友氏の傘下に入っていた。
天正15年（1587年）の九州国分で、浅野長政によって当城は破却を命じられた。城主の五条鎮定は主君大友義統の豊後領へ移り当地を離れ、のちに筑紫広門の与力となった。